# René Bolf
Pour les articles homonymes, voir Bolf.
René Bolf, né le 25 février 1974 à Valašské Meziříčí, est un footballeur tchèque évoluant au poste de défenseur central. Il a passé la majeure partie de sa carrière au Banik Ostrava où il a effectué plus de 200 matchs, et a réalisé un passage remarqué en Ligue 1 avec l'AJ Auxerre.
Lors de la saison 2003-2004, il devient champion avec le FC Baník Ostrava en République tchèque. René Bolf a fait partie de la sélection tchèque entre 2000 et 2005 et a participé à l'Euro 2004, où il a pris part à quatre rencontres.

## Biographie
René Bolf commence le football dès jeunesse dans le club de la ville de Rožnov pod Radhoštěm, puis intègre le FC Vítkovice en 1990 et le SK Hranice en 1993. Après un court passage au FC LeRK Brno en 1994, il commence sa carrière de football professionnel au MFK OKD Karviná.
À la suite d'une blessure importante, il a résilié son contrat à l'amiable avec l'AJ Auxerre le 15 novembre 2006 et n'a repris qu'en juin 2007 avec le Banik Ostrava.

## Carrière
- 1995-1999 : Baník Ostrava ( République tchèque)
- 1999-2001 (janvier) : Sparta Prague ( République tchèque)
- 2001 (janvier) -2004 : Baník Ostrava ( République tchèque)
- 2004-2005 : AJ Auxerre ( France), 28 L1 (4)
- 2005-2006 : AJ Auxerre ( France), 10 L1 (1)
- 2006-15 nov. 2006 : AJ Auxerre ( France)
- 2007 (juin) - : Baník Ostrava ( République tchèque).

## Palmarès
- Champion de République tchèque : 2000 (Sp. Prague) et 2004 (B. Ostrava)
- Finaliste du Trophée des champions : 2005 (AJ Auxerre)
- International tchèque (34 sél.) depuis le 16 août 2000 : République tchèque 0 - 1 Slovénie.